# Tambora (cultura pierdută)
Tambora este un sat pierdut și o cultură pierdută pe insula Sumbawa, din Indonezia. El a fost îngropat de cenușă și curgerile masive piroclastice din erupția din 1815 a Muntelui Tambora.

## Date generale
Satul a avut aproximativ 10.000 de locuitori. Oamenii de știință care au dezgropat situl au descoperit îngropate în cenușă vase de ceramică, vase de bronz, sticle de sticlă, case și săteni, într-o manieră similară cu cea din Pompeii. Oamenii de știință cred că obiceiurile și limba culturii s-au distrus. Cultura a fost vizitată de exploratori vestici la scurt timp după decesul acesteia. Se crede că au avut relații cu Indochina, deoarece ceramica lor se aseamănă cu cea găsită în Vietnam.

## Cercetările din 2004
În vara anului 2004, o echipă, de la Universitatea din Rhode Island, de la Universitatea din Carolina de Nord la Wilmington, și Direcția Indoneziană de Vulcanologie, condusă de Haraldur Sigurdsson, a început o săpătură arheologică în Tambora. Peste șase săptămâni, echipa a dezgropat prima dovadă a unei culturi pierdute care a fost ștearsă de erupția vulcanului Tambora. Situl este situat la aproximativ 25 km vest de calderă, adânc în junglă, la 5 km de țărm. Echipa a trebuit să sape printr-un depozit de 3 m grosime de cenușă vulcanică și piatră ponce.
Echipa a folosit un radar de penetrare a solului pentru a localiza o casă mică îngropată. Ei au excavat casa, unde au găsit rămășițele a doi adulți, precum și castroane de bronz, vase de ceramică, unelte de fier și alte artefacte. Proiectarea și decorarea artefactelor au asemănări cu artefacte din Vietnam și Cambodgia. Testele efectuate folosind o tehnică de carbonizare au dezvăluit că ele erau fost compuse din cărbune format de căldura de la magmă. Oamenii și casele sunt păstrate așa cum au fost în 1815. Sigurdsson a numit acest loc „Pompeii din Est”. Pe baza artefactelor găsite, care au fost în principal obiecte din bronz, echipa a concluzionat că oamenii nu erau săraci. Dovezile istorice indică faptul că oamenii de pe insula Sumbawa erau cunoscuți în Indiile de Est pentru mierea lor, pentru caii lor, pentru lemnul de sappan pentru producerea colorantului roșu, și lemnul de santal utilizat pentru tămâie și medicamente. Zona a fost considerată a fi extrem de productivă din punct de vedere agricol.
Descoperirile arheologice sugerează că a existat o cultură pe Sumbawa, care a fost distrusă de erupția din 1815. Titlul de „Regatul Pierdut al Tamborei” a fost inventat de mass-media. Cu această descoperire, Sigurdsson a planificat să se întoarcă la Tambora în 2007, pentru a căuta restul de sate, și, în speranța că va găsi un palat.